# Новый (Тукаевский район)
 Новый  — поселок в Тукаевском районе Татарстана. Административный центр Азьмушкинского сельского поселения.

## География
Находится в северо-восточной части Татарстана на расстоянии приблизительно 7 км на восток от районного центра города Набережные Челны.

## История
Основан в 1972 как поселок центральной усадьбы совхоза «Гигант», официально зарегистрирован в 1999 году.

## Население
Постоянных жителей было: в 1979—925, в 1989—1635, 2042 в 2002 году (татары 72 %), 1893 в 2010.